# Mayonnaise
Mayonnaise er en dressing, der består af små oliedråber, som er opslæmmet i en blanding af æggeblomme, citronsaft eller eddike, vand og evt. sennep eller andre aromastoffer. Mayonnaise er en emulsion, der indeholder op til 80 % olie. Den har en tæt og tyk konsistens og er normalt for stiv til at kunne hældes. Kaldes også salatmayonnaise.

## Historie
Mayonnaise, som vi kender den, stammer fra Provence i Frankrig og er en videreudvikling af den spanske dressing aïoli, som betyder hvidløg og olie.
Oprindelsen af ordet mayonnaise er omstridt. Det kan være afledt af det oldfranske ord moyeu "æggeblomme". En anden mulighed er at byen Mahon på Minorca er ophav til navnet. Det var i perioden 1986-2012 tilladt at stave ordet majonæse, men fra fjerde udgave af Retskrivningsordbogen er dette ikke længere tilladt.

## Tilberedning
Mayonnaise fremstilles ved, at olie tilsættes til æggeblomme (eller en blanding af æggeblomme, vineddike, sennep eller andre ingredienser) under omrøring. Tilsætningen af olie skal ske meget langsomt, så blandingen får tid til at emulgere. Hvis ingredienserne blandes sammen for hurtigt, skiller mayonnaisen i to: en vandig fase og en oliefase.
Mange former for olie kan bruges, men smagsneutrale som raps og vindruekerne giver gode resultater.
Ingredienserne skal have samme temperatur og helst ikke komme direkte fra køleskabet, da det så tager længere tid, før blandingen emulgerer.
Det er proteiner og fedtstoffer i æggeblommen, der virker som emulgator og sørger for, at blandingen bliver stabil. Når først mayonnaisen er emulgeret, kan resten af olien hældes i hurtigere, uden at mayonnaisen skiller, og de andre ingredienser kan tilsættes.

### Holdbarhed
Mayonnaise er meget temperaturfølsom og kan hverken tåle meget høje eller meget lave temperaturer. Mayonnaise kan ikke fryses, og hvis den benyttes sammen med meget varme retter, vil den have tendens til at lække olie. Mayonnaise kan også skille ved for kraftig omrøring. Den kan reddes ved at tilsætte lidt ekstra emulgator i form af en ny æggeblomme.

## Sundhedsaspekt

### Salmonella
Da mayonnaise fremstilles af rå æggeblommer, er der en risiko for salmonellaforgiftning. Mayonnaiseproducenter gik derfor tidligt over til at bruge pasteuriserede æggeblommer. Eddike og ekstra jomfruolivenolie indeholder desuden stoffer, der kan dræbe bakterier.

### Fedme
Æggeblommer har et højt fedtindhold og indeholder også en stor mængde kolesterol. Kolesterol er kun sundhedsskadeligt i store mængder, men en æggeblomme indeholder en mængde kolesterol der svarer til ca. 70 % af anbefalet daglig indtagelse. Ca. 2/3 af fedtsyrerne i æggeblommen er umættede fedtsyrer, mens 1/3 er mættede fedtsyrer.